# Мечеть Чин
Мечеть Чин или мечеть Имама Османа аш-Ширвани (азерб. Çin məscidi) — мусульманское культовое сооружение в столице Азербайджана городе Баку, в исторической части города Ичери-шехере.  
Расположена к юго-западу от комплекса Дворца Ширваншахов. Народное название мечети — «Чин», такое название объясняют тем, что загаданные желания у всех, кто посещал мечеть, исполнялись.
Портал мечети считается образцовым порталом-входом классического типа среди средневековых порталов Баку.

## История
Согласно надписи на фасаде над входом в мечеть, она построена в 777 года хиджры (1375 г.). Строительство было осуществлено по завещанию имама Османа аш-Ширвани.
Согласно другой надписи на фасаде, в 1186 году хиджры мечеть была восстановлена Масудом Али.
В 2012 году мечеть была основательно отреставрирована Управлением Государственного Историко-Архитектурного Заповедника «Ичери Шехер». После реставрации мечеть начала функционировать в качестве Музея Нумизматики при Управлении Государственного Историко-Архитектурного Заповедника «Ичери Шехер».